# Mănăstirea Râmeț
Mănăstirea Râmeț este o mănăstire din Comuna Râmeț, în județul Alba, monument istoric cu cod LMI AB-II-a-A-00386.
Ansamblul este format din următoarele monumente:
- Biserica „Nașterea Precistei” și „Izvorul Tămăduirii” (cod LMI AB-II-m-A-00386.01)
- Fosta școală, azi muzeu (cod LMI AB-II-m-A-00386.02)

## Localizare
Este situată la 34 km de Alba-Iulia și la 18 km de Teiuș. Este situată pe Valea Geoagiului și a "Mănăstirii", la intrarea în Cheile Râmețului din Munții Trascăului.

## Istorie
Mănăstirea Râmeț este unul dintre cele mai vechi așezăminte călugărești din Transilvania. Ridicată în Munții Trascăului, pe lângă râul Geoagiului (în limba dacă Germisara) într-un loc numit de mocani „Valea Mănăstirii”, bisericuța cu hramul Izvorul Tămăduirii poartă ascunse în zidurile-i firave nu puține taine. Se cunoaște cu precizie că al treilea strat de fresce de pe zidurile interioare a fost pictat de Mihu de la Crișul Alb în 1377. Acest element face din lăcaș unul dintre puținele biserici românești de piatră databile, poate, în secolul XIII.
Mănăstirea și biserica s-au aflat sub protecția lui Matei Corvin, a voievodului Radu Vodă cel Mare, precum și a lui Mihai Viteazu, care a refăcut-o. Mănăstirea păstrează în registrul iconografic pictat în interiorul ei, una dintre imaginile rare ale episcopului unit al Blajului, Ioan Inocențiu Micu-Klein, ca protector al lăcașului de cult. Perioada zbuciumată a celei de-a doua jumătăți a secolului XVIII, marcată de luptele confesionale dintre români, cu acea răscoală pornită de călugărul Șofronie (străin de neamul valahilor ardeleni, după cum consemnează cronicile vremurilor), este consemnată de unul dintre călugării uniți (bazilitani) de-aici: „scris-am eu Silvestru monahu când au stricat necredincioșii mănăstirea de la Râmeț și cea de la Geoagiu, la anul 1762, în august 20, într-o zi de sâmbătă spre pieirea loru”. După o nouă distrugere, ca represalii pentru participarea localnicilor la răscoala lui Horea, Cloșca și Crișan, (1785), biserica este refăcută în 1792. Mănăstirea se redeschide la 1940, iar în 1955 sinodul hotărăște transformarea ei în mănăstire de maici. În 1959, este desființată de comuniști, dar maicile revin în 1962, sub „acoperirea” unei secții de covoare.
Pe 6 iulie 2025, la Mănăstirea Râmeț a avut loc proclamarea locală a canonizării Sfântului Cuvios Dometie cel Milostiv, fost viețuitor al așezământului monahal între anii 1959–1975 și canonizat anterior de Sfântul Sinod în februarie 2025.

## Catedrala Munților Apuseni
Numele acestei mănăstiri este legat în mare măsură de cel al episcopului de Alba-Iulia Emilian Birdaș (1921-1996). În decursul episcopatului său a fost efectuată o complexă operație de ridicare a bisericii vechi cu 2 metri și 8 centimetri, (astfel fiind salvată de la distrugere) și concomitent a fost construită biserica nouă cu Hramul Sfinții Apostoli Petru și Pavel, numită și Catedrala Munților Apuseni. Prea Sfințitul episcop Emilian Birdaș a spus în acest context: ”Cele două biserici de la Râmeț vor grăi peste ani și veacuri despre credința poporului român născut creștin, despre iubirea de neam și glie strămoșească a fiilor lor, de unitatea tuturor în duhul dragostei creștine”.

## Incendiu
La 5 iulie 2019, la Mănăstirea Râmeț a izbucnit un incendiu, la biserica nouă, ce a fost lichidat după aproximativ 13 ore. Cauza probabilă a incendiului a fost un scurtcircuit la un conductor electric defect sau izolat necorespunzător de la mansardă. 
Focul a distrus o suprafață de 1.000 de metri pătrați de acoperiș, a ars structura din lemn a acoperișului cu învelitoare din tablă. Aproximativ 50% din  acoperiș s-a prăbusit, dar fără a fi afectate spațiile din interior decât într-o proporție de 20% la nivelul etajului. Au fost afectate mai multe bunuri personale din chilii, precum și obiecte de cult (icoane, veșminte, cărți etc)”.

## Imagini

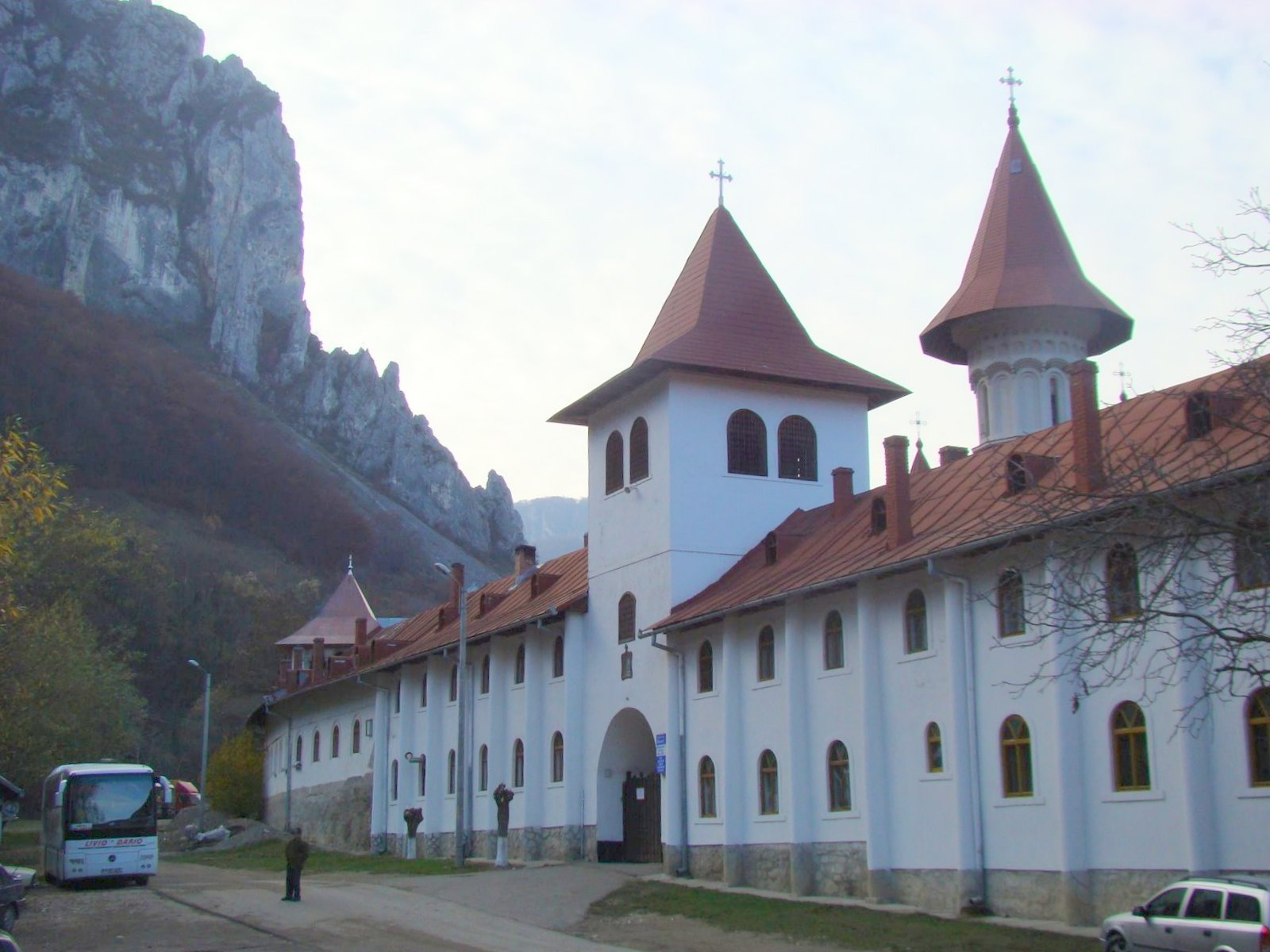
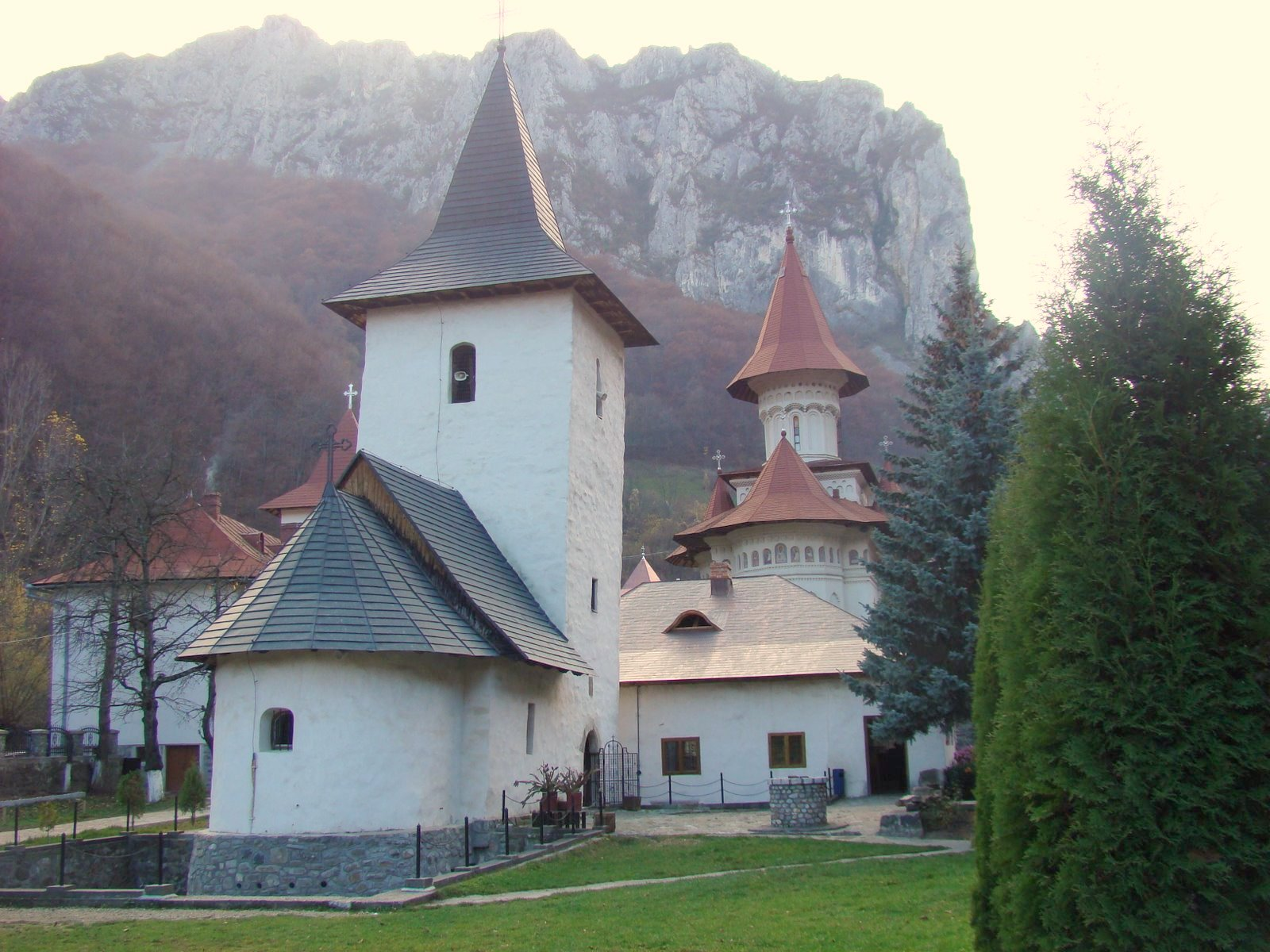
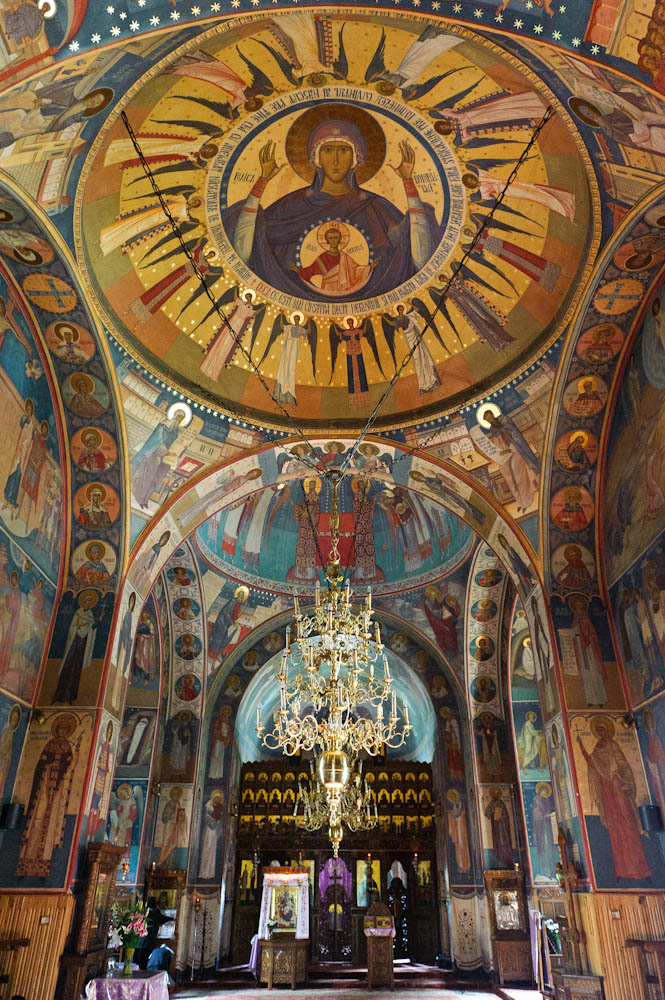
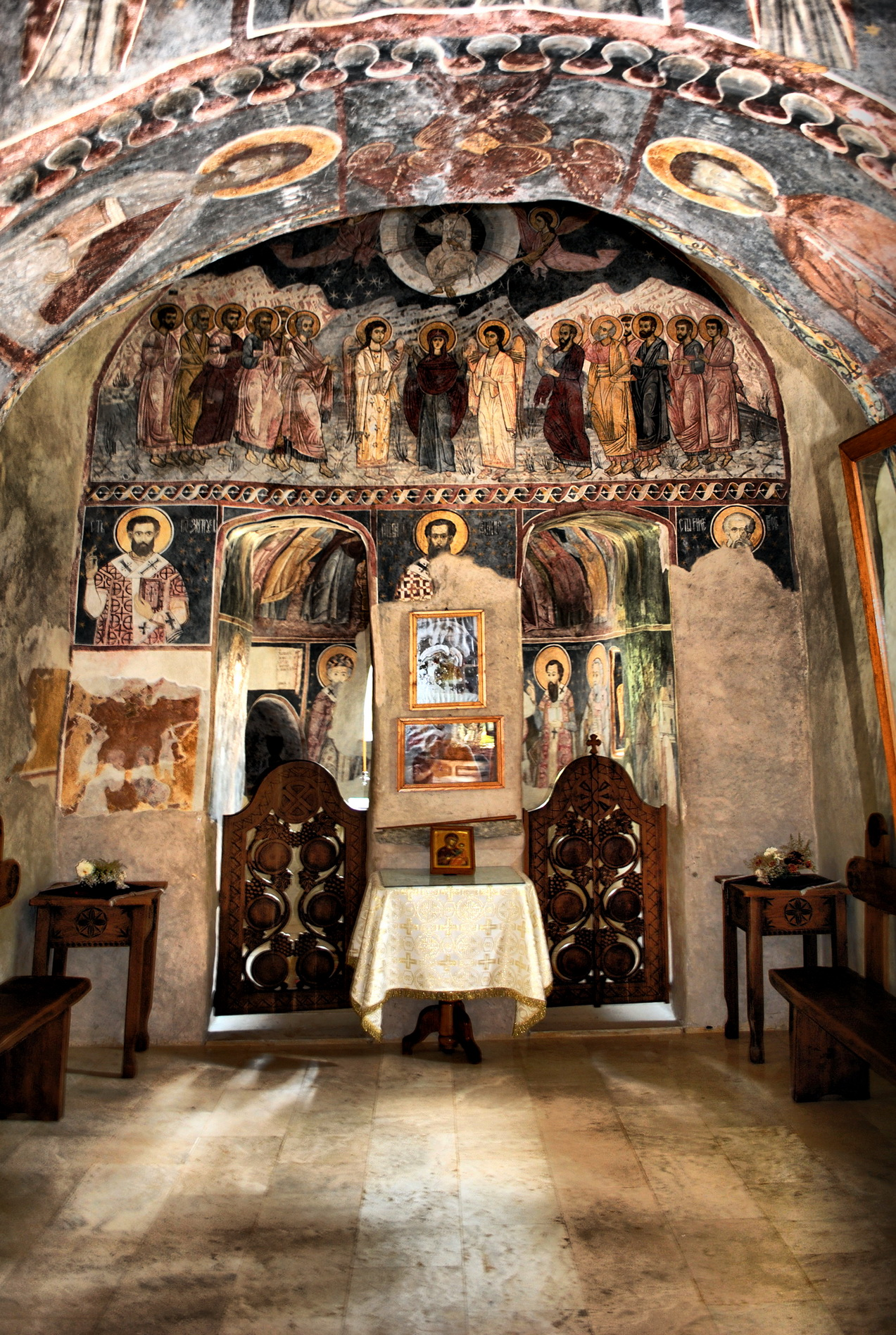
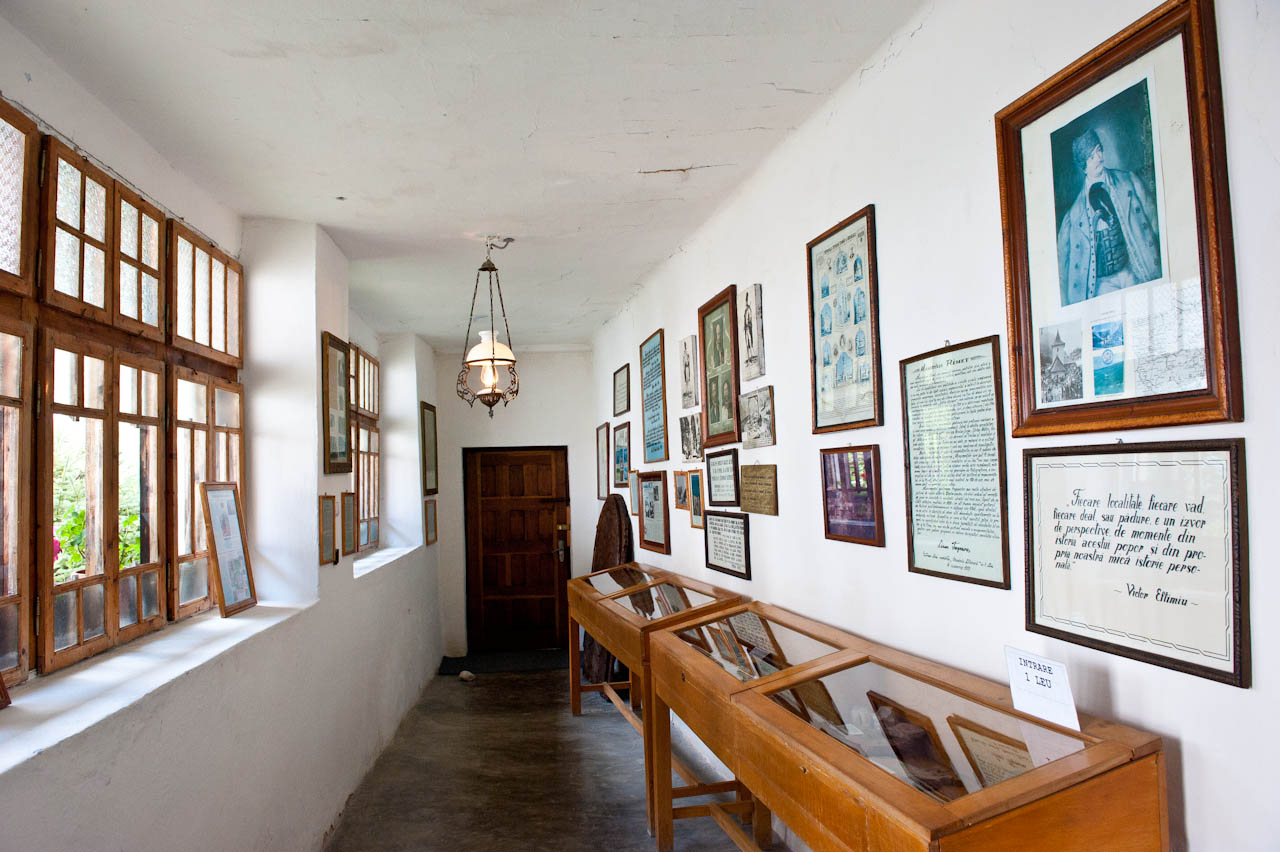
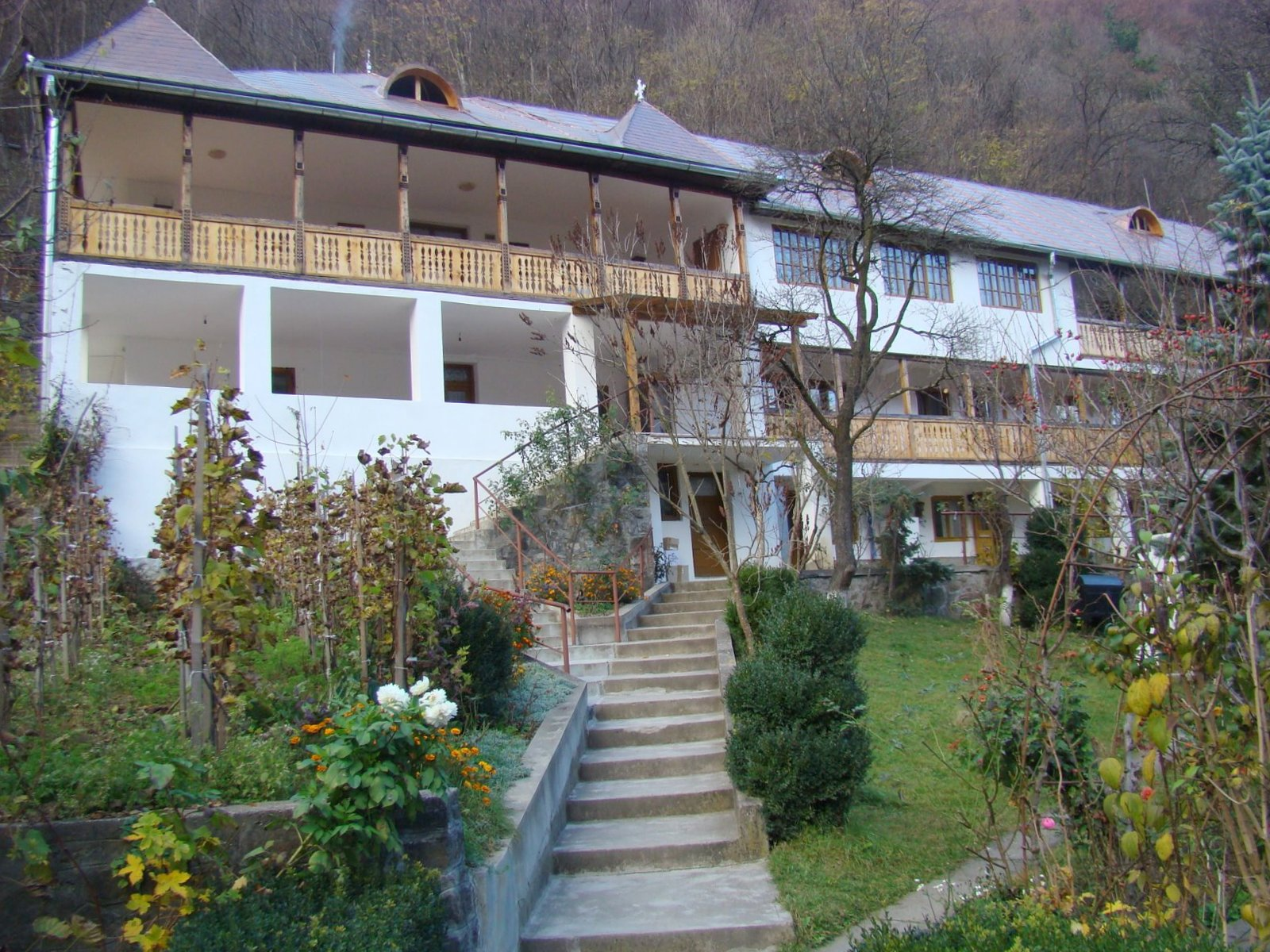
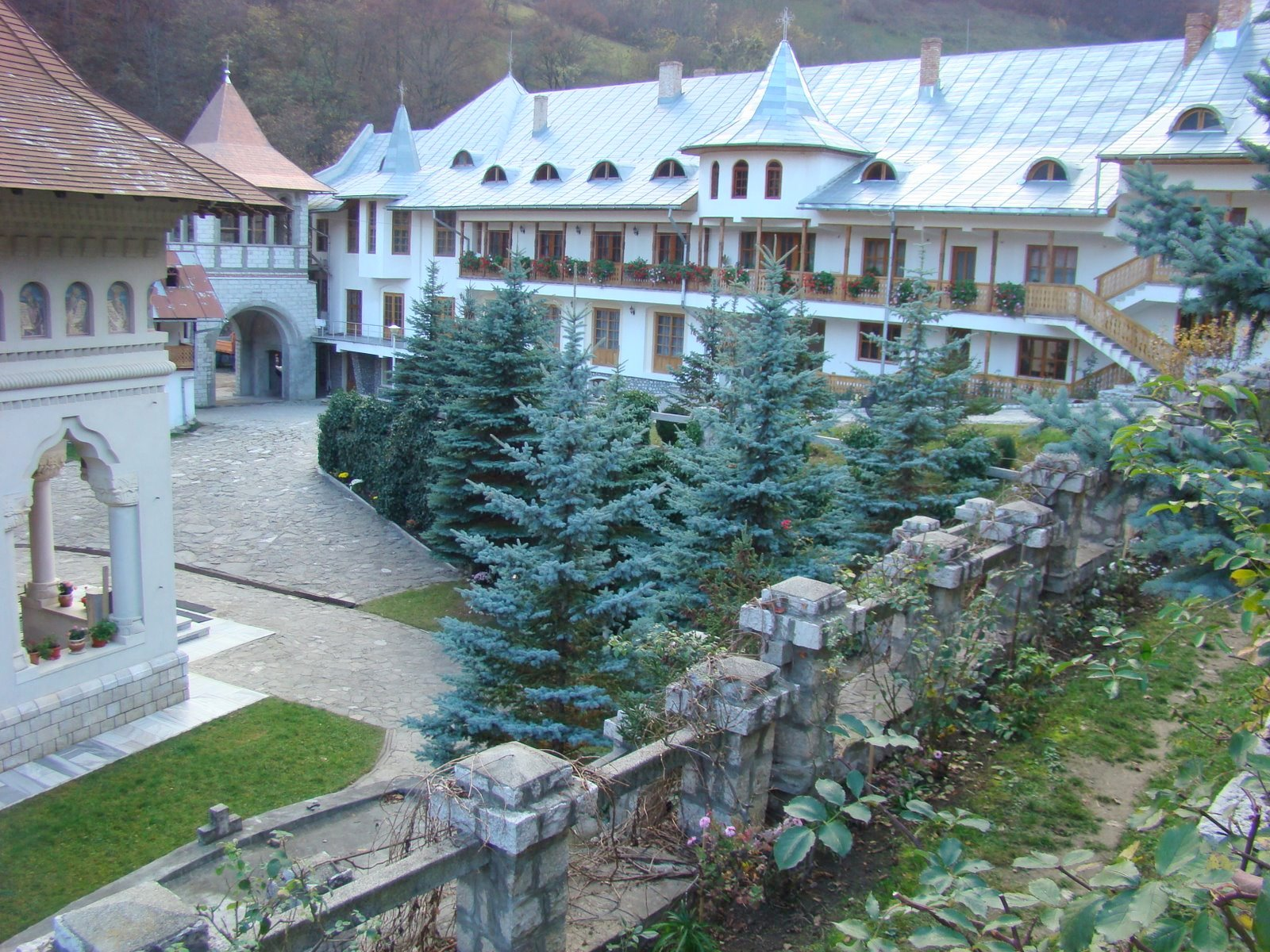
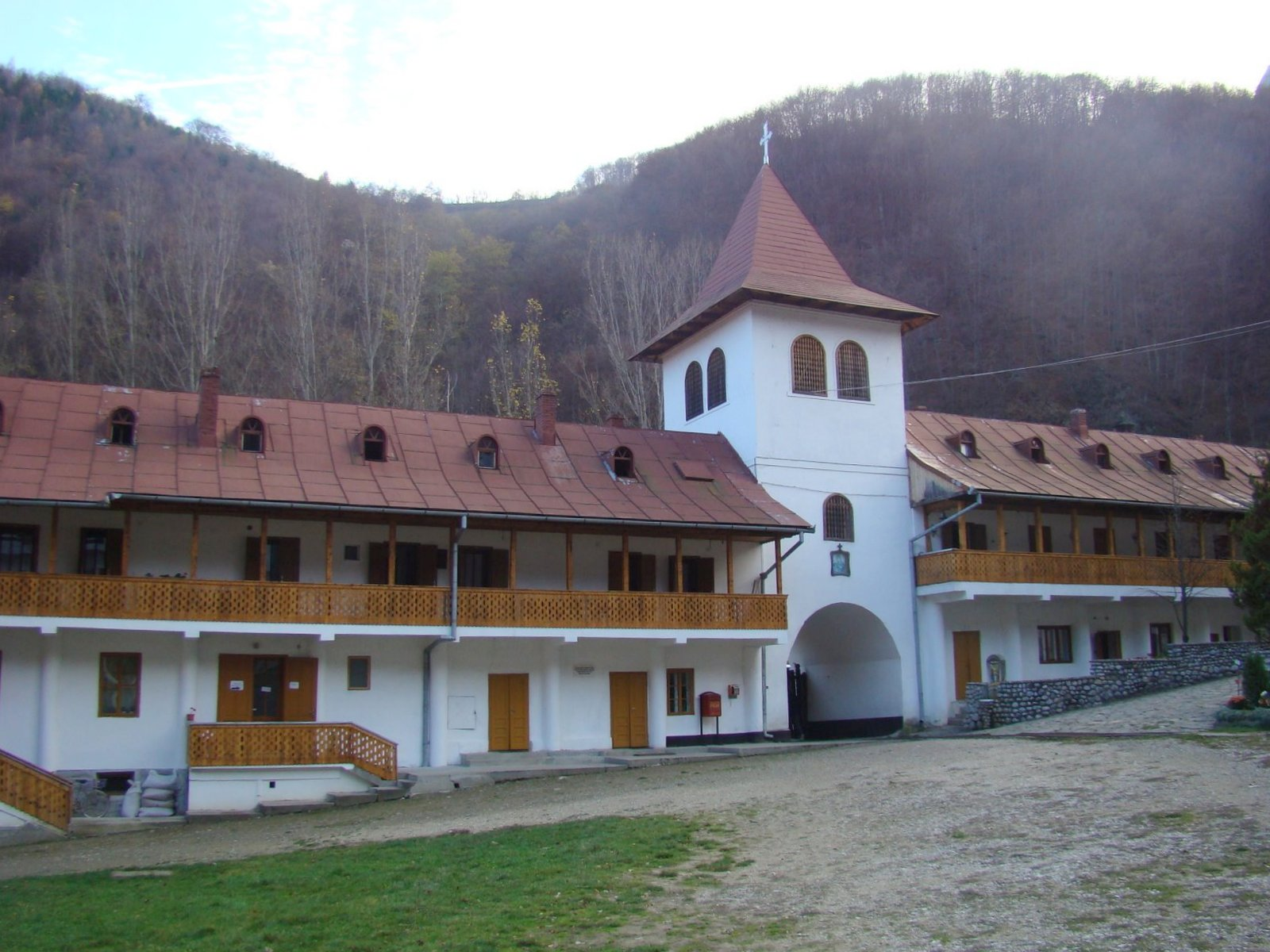